# Луцький прикордонний загін
6-й Луцький прикордонний загін (Луцький ПрикЗ, в/ч 9971) — є територіальним органом охорони кордону в складі Західного регіонального управління Державної прикордонної служби України. Охороняє ділянку державного кордону з Люблінським воєводством Республіки Польща — на заході, з Брестською та Гомельською областями Республіки Білорусь — на півночі. В межах 7 контрольованих прикордонних районів (Рокитнівського, Дубовицького, Заріченського району — Рівненської області та Любешівського, Ратнівського, Шацького і Любомльського районів — Волинської області).
Загальна протяжність державного кордону  –  545,5 км (395 км — Рівненською областю: з Республікою Польща довжиною 190 км в тому числі по річці Західний Буг — 128 км, з Республікою Бєларусь довжиною 205 км та 150, 5 км — Рівненською областю).
Пропуск громадян через державний кордон здійснюється у 15 пунктах пропуску, 12 з яких для автомобільного сполучення та 3 для залізничного сполучення.
За категоріями поїздок вони поділяються на:
- 8 міжнародних: «Городище», «Удрицьк», «Дольськ», «Доманове», «Заболоття», «Пулемець», «Ягодин-авто», «Ягодин-з/ст»;
- 2 міждержавних: «Прикладники», «Піща»;
- 5 місцевих: «Переброди», «Вичівка», «Самари», «Тур», «Гута».

## Історія
Створений 20 жовтня 1992 року на базі 1-ї прикордонної комендатури (м.Володимир-Волинський) Львівського прикордонного загону, відповідно указу голови Державного Комітету у справах охорони державного кордону України як Луцький Загін прикордонного контролю. Цей день став Днем частини. 1 січня 1993 року Луцький загін прикордонного контролю приступив до виконання службових завдань з охорони державного кордону України. Перший командир — полковник Яворський Аркадій Семенович. Місце дислокації штабу загону — м. Луцьк, Волинської області. Загін прийняв під охорону ділянку державного кордону довжиною 891,7 км, з них: з Республікою Польща — 229,7 км, з Республікою Білорусь — 662 км у Волинській, Рівненській та Житомирській областях.
У 1994 році на базі загону було організовано навчальний пункт для 600 курсантів. 20 жовтня 1997 року у частині урочисто відкрито Музей прикордонної слави. За результатами службово-бойової діяльності, стану навчально-виховного процесу Луцький загін прикордонного контролю в 1997 році визнаний найкращим в Прикордонних військах України.
23 листопада 2000 року Прикордонному Загону вручено Бойовий прапор.
У грудні 2019 року в рамках реформи регіональних управлінь Луцький прикордонний загін, який до цього був у складі Північного регіонального управління, увійшов до складу Західного регіонального управління Держприкордонслужби.

## Структура
До складу загону входять:
- управління загону
- 13 відділів прикордонної служби: «Березове», «Дубровиця», «Вичівка», «Рівне-аеропорт» (Рівненська область), «Дольськ», «Самари», «Доманово», «Тур», «Піща», «Грабове», «Новогрузьке», «Рівне», «Висоцьк» (Волинська область)
- мобільна прикордонна застава «Луцьк»
- підрозділи забезпечення.

## Командири
- полковник Яворський Аркадій Семенович (січень 1993—1996 рр.)
- підполковник Малаков Володимир Петрович (вересень 1996—1999 рр.)
- підполковник Бабачук Микола Якович (1999—2002 рр.)
- підполковник Калашников Олександр Олександрович (2002—2004 рр.)
- підполковник Мельниченко Віктор Іванович (2004—2006 рр.)
- полковник Бондар Володимир Анатолійович (жовтень 2006—2008 рр.)
- полковник Володимир Бондар (2008—2009 рр.)
- підполковник Олексій Шипілов (березень 2010 р.)
- полковник Олександр Білюк (грудень 2011 — серпень 2014)
- підполковник Олександр Мейко (грудень 2014 — березень 2016 р.)
- підполковник Соловей Олександр Іванович (4 квітня — 6 вересня 2016 р.)
- полковник Скарвінко Микола Володимирович (вересень 2016 р. — вересень 2019 p.)
- полковник Румілов Руслан Петрович (вересень 2019 – січень 2020 р.)
- полковник Вовк Олег Омелянович (січень 2020 – липень 2021 р.)[3]
- полковник Лозінський Сергій Миколайович (липень 2021 р. — ??)[4]
- на 2025: полковник Ігнатюк Богдан Васильович[5]